# 张豺
张豺（？—349年6月16日），广平人。十六国时后赵大臣。

## 生平
永嘉六年（312年）游纶、张豺拥有几万人，占据苑乡，王浚让他们暂代原官行使职权，石勒派夔安、支雄等七将攻打，攻破外围营垒。游纶、张豺向石勒请降。石虎灭前赵，张豺虏获了前赵皇帝刘曜的小女儿安定公主，被石虎纳为妾，深得宠爱，生下了齐公石世。建武十四年（348年）石虎废杀太子石宣。与群臣商议立太子。太尉张举推荐燕公石斌。戎昭将军张豺考虑到石虎年老有病，想立石世为继承人，希望刘氏为太后，自己能得以辅佐朝政。便说：“燕公石斌母亲出身低贱，本人又曾经有过过错；彭城公石遵的母亲郑樱桃以前因为废太子石邃之事被黜，如今再立石遵为太子，臣恐不能无微恨，陛下宜审思之！陛下以前两立太子，他们的母亲全都出身低贱，导致了朝廷祸乱不断。如今应选母贵子孝者立为太子。”石虎与张举、李农作出决定，命令公卿大臣联名上书，请立石世为太子。大司农曹莫不肯签名，石虎派张豺询问，曹莫叩头拜首：“天下重器，不宜立年少者，所以不敢署名。”
太宁元年（349年）四月初九，石虎病情恶化，命彭城王石遵为大将军，镇守关右；命燕王石斌为丞相，录尚书事；命张豺为镇卫大将军、领军将军、吏部尚书。接受遗诏，辅佐朝政。刘皇后讨厌石斌，怕他辅政对太子不利，和张豺谋划除掉他。当时石斌在襄国，刘氏派使者欺骗石斌说，石虎的病情已逐渐好转。石斌知道后，开始打猎纵酒。刘氏和张豺假传诏令，称石斌毫无忠孝之心，将他免官归家，张豺派弟弟张雄假传诏令杀掉了石斌。四月廿二日，刘皇后矫诏以张豺为太保、都督中外诸军，录尚书事，如霍光故事。四月廿三日，石虎死，太子石世即位，尊刘氏为皇太后。刘氏临朝称制，以张豺为丞相；张豺推辞不受，请以彭城王石遵、义阳王石鉴为左右丞相，以安其心。张豺找太尉张举谋划诛杀司空李农，张举和李农关系密切，把此事告诉了李农。李农闻讯后逃到广宗。张豺以张离为镇军大将军，监中外诸军事，作为自己的副手。石遵发兵直奔邺城，五月十一日，石遵士兵达九万人，石闵为前锋。邺城耆旧、羯士都说：“彭城王前来奔丧，我们应出城迎接，不能为张豺守城！”纷纷越城跑出，张豺虽以杀头也不能制止。张离也率领二千龙腾卫士准备迎接石遵。刘太后召张豺来到宫中，对他哭诉：“先帝梓宫未殡，而祸难至此！今嗣子冲幼，托之将军；将军将若之何？欲加遵重位，能弭之乎？”张豺十分害怕，只是说：“唯唯（是的是的）。”刘太后下诏，任命石遵为丞相，兼领大司马、大都督、督中外诸军，录尚诸事，加黄钺、九锡。五月十四日，石遵抵达安阳亭，张豺出来迎接，被石遵拘拿。五月十五日，石遵进入邺城，在平乐市杀了张豺，灭三族。